# 野呂栄太郎賞
野呂栄太郎賞（のろえいたろうしょう）は、科学的社会主義の発展に貢献したすぐれた研究に授与されていた賞である。

## 概説
1974年1月、野呂栄太郎の没後40周年記念行事の一つとして、日本共産党によってもうけられた。政治、経済理論、社会発展史、世界と日本の現状分析、民主的改革、変革への積極的提案、哲学、思想など、社会科学とこれに関連した各分野での業績が対象とされた。前々年1月1日から前年12月31日までに発表された著作、論文を対象に、同賞選考委員会が毎年選考をおこなっていた。
2006年6月、「21世紀の社会・文化・理論の新しい状況を迎え」たことなどを理由に、文学分野の多喜二・百合子賞とともに終了が発表された。

## 歴代受賞作
- 第1回（1976年）－藤田勇『法と経済の一般理論』
- 第2回（1977年）－戸田慎太郎『現代資本主義論』、林直道『フランス語版資本論の研究』
- 第3回（1978年）－島恭彦『地域の政治と経済』
- 第4回（1979年）－久留間鮫造編『マルクス経済学レキシコン』（全15巻）[3]
- 第5回（1980年）－（該当作なし）
- 第6回（1981年）－江口英一『現代の「低所得層」―「貧困」研究の方法』
- 第7回（1982年）－佐藤昌一郎『地方自治体と軍事基地』[4]
- 第8回（1983年）－（該当作なし）
- 第9回（1984年）－杉之原寿一『現代部落差別の研究』
- 第10回（1985年）－（該当作なし）[5]
- 第11回（1986年）－藤本武『国際比較 日本の労働条件』[6]
- 第12回（1987年）－（該当作なし）
- 第13回（1988年）－（該当作なし）
- 第14回（1989年）－岩崎允胤「『統一的な世界の法則性』と史的唯物論」[7]、「ゴルバチョフ書記長の『新しい思考』と史的唯物論の問題」[8][9]
- 第15回（1990年）－岡倉古志郎『非同盟研究序説』、川口弘・川上則道『徹底分析　高齢化社会は本当に危機か』
- 第16回（1991年）－（該当作なし）[10]
- 第17回（1992年）－松井芳郎「湾岸戦争、国際法および国際連合」[11]
- 第18回（1993年）－井野隆一『日本農業 存亡の危機と展望』
- 第19回（1994年）－労働総研・全労連編『現代の労働者階級－「過重労働」体制下の労働と生活』
- 第20回（1995年）－山田朗『大元帥 昭和天皇』
- 第21回（1996年）－（該当作なし）
- 第22回（1997年）－井野隆一『戦後日本農業史』、中山徹『行政の不良資産－破綻した巨大開発をどう見直すべきか』
- 第23回（1998年）－（該当作なし）
- 第24回（1999年）－工藤晃『現代帝国主義研究』
- 第25回（2000年）－（該当作なし）
- 第26回（2001年）－（該当作なし）
- 第27回（2002年）－日本の侵略戦争の問題を多面的に研究してきた藤原彰の業績
- 第28回（2003年）－新原昭治『「核兵器使用計画」を読み解く-アメリカ新核戦略と日本』
- 第29回（2004年）－（該当作なし）
- 第30回（2005年）－（該当作なし）